# آلسیو تومبسی
آلسیو تومبسی (انگلیسی: Alessio Tombesi؛ زادهٔ ۲۵ آوریل ۱۹۸۲) بازیکن فوتبال اهل ایتالیا است.
از باشگاه‌هایی که در آن بازی کرده‌است می‌توان به باشگاه فوتبال پروجا، باشگاه فوتبال پارما، باشگاه فوتبال کیه‌وو ورونا، باشگاه فوتبال فروزینونه، باشگاه فوتبال تریستیانا، باشگاه فوتبال آولینو، و باشگاه فوتبال نووارا اشاره کرد.